# Đorđe Branković

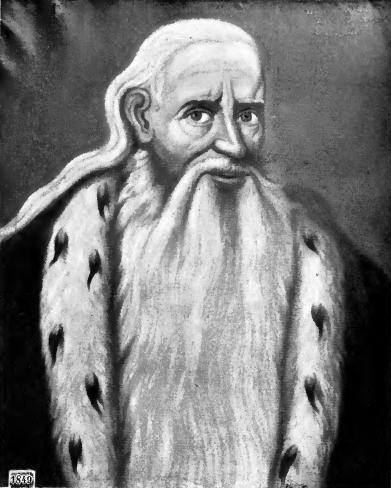
Zeitgenössisches Porträt, Kopie eines Gemäldes von Franz Schilhabel

Đorđe Branković (* 1645 in Jenopolje, Komitat Arad; † 19. Dezember 1711 in der Burg Cheb in Böhmen) war ein serbischer Diplomat und Historiograf. Er war der bedeutendste weltliche Vertreter der serbischen (raizischen) Nationalbewegung im Habsburgerreich des 17. Jh.

## Leben
Đorđe Branković wurde 1645 in Jenopolje in Siebenbürgen an der Grenze zum Osmanischen Reich geboren. In der Familie kursierte eine Tradition von der Abstammung vom mittelalterlichen serbischen Adelsgeschlecht der Brankovići; die Familie sei aus Korenić in der Herzegowina nach dem Banat gezogen.
Sein Vater Jovan zog nach dem Fall Lipovas an die Türken nach Jenopolje und starb, seine Mutter trat als Nonne in ein Kloster ein. Đorđe wurde der Obhut seines älteren Bruders Simeon übergeben, der Priester in Jenopolje war, dann als Mönch den Namen Sava (Sawa) annahm und 1656 Metropolit Siebenbürgens wurde. Sava zog mit Đorđe 1656 nach Gyula und ließ den Jungen für den diplomatischen Dienst ausbilden und Türkisch sowie andere Fremdsprachen erlernen.
In der Zeit von 1675 bis 1677 war Đorđe Branković der Gesandte Siebenbürgens bei der Pforte und überbrachte den Tribut an die Osmanen. Während dieser Gelegenheit reiste er durch Belgrad und Serbien. Mit seinem Bruder Sava war Đorđe auch in Russland, wo beide dem russischen Zaren Alexei I. (1645–1676) ein Bündnis und militärische Hilfe im Kampf gegen die Osmanen anboten. Wegen des Verdachtes der Teilnahme an einer Verschwörung gegen den Fürsten von Siebenbürgen Michael Apafi I. (1661–1690) wurden er und Sava verhaftet und in einen Kerker gebracht. Ihm gelang bald die Flucht nach Bukarest, wo er die Annäherung des walachischen Fürsten Șerban I. Cantacuzino (1678–1688) zu den österreichischen Habsburgern vermittelte. Zur Belohnung erhielt er den Adelstitel eines Barons. Vom serbischen Patriarchen bekam Đorđe Branković die Beglaubigung seiner Abstammung von den letzten Fürsten Serbiens (die der Branković, 1427–1459), und im Sinne seiner eigenen Ausrufung zum Fürsten des Illyricums nannte er sich Fürst Đorđe II. Branković. Sein Vorhaben machte er dem österreichischen Kaiser Leopold I. (1658–1705) bekannt. Doch Wien nahm diesen Vorschlag nicht an. Đorđe Branković bekam lediglich den Titel eines Grafen. Als die Habsburger im Türkenkrieg 1683–1699 tief in das serbische Hinterland vordrangen, rief er die Serben zum Freiheitskampf gegen die Osmanen auf, mit ihm als ihren Fürsten. Das deckte sich nicht mit den Staatsinteressen Österreichs, weshalb den militärischen Befehlshabern 1689 angeordnet wurde, ihn zu verhaften und nach Wien zu bringen.
In Wien war er zunächst im Kaiserspital untergebracht und wurde dann ins Gasthaus „Zum goldenen Bären“ am Wiener Fleischmarkt verlegt, wo er als Staatsgefangener unter ständiger Bewachung wohnte. Er empfing aber häufig Besuche und konnte sich in der Stadt in Begleitung relativ frei bewegen. 1703 wurde er, auch wegen des Rakoczi-Aufstands, mit welchem er sympathisierte, nach Eger in Böhmen verlegt, wo er mit zahlreicher Dienerschaft in privaten Häusern wohnte, stets in Geldnöten wegen seines luxuriösen Lebensstils und unregelmäßiger Rentenzahlungen durch die Hofkammer. Er starb 1711 an einem Lungenödem.

## Werk
In Wien schrieb Branković seine slawenoserbischen Chroniken (Slaveno-serbske hronike), laut Dobrovsky (der nur wenig vom Buch kannte) ein Grundstein der modernen serbischen Literatur. Die Chroniken haben Laonikos Chalkokondyles zum Vorbild und umfassen fünf Bücher mit insgesamt 2681 handgeschriebenen Seiten, von denen das I. und V. Buch unvollendet geblieben sind. Das Werk ist als Universalgeschichte angelegt, an welche die serbische Geschichte anknüpft, und es enthält Ansätze von Quellenkritik. Die Bücher II bis V handeln von serbischer Geschichte bis zum Jahr 1690, mit Bezugnahme auf walachische Fürstentümer (Siebenbürgen, Walachei, Moldawien), Ungarn und die osmanische Türkei. Besonders sorgfältig stellt Branković die Geschichte der Brankovići dar und bemüht sich, seine Verwandtschaft zu ihnen mit fingierten Stammbäumen nachzuweisen. Die letzten 1000 Seiten des V. Buches enthalten seine Memoiren, er schrieb sie in der Burg Cheb bis zu seinem Tod.
Die Konzeption des Werkes ist gut, aber die Komposition und die Darstellung sind schlecht. Von den vielen Sprachen, die Branković kannte (Slawenoserbisch, Ungarisch, Rumänisch, Lateinisch, Griechisch, Türkisch, Italienisch und Deutsch), beherrschte er keine richtig. Sein Slawenoserbisch ist manchmal bis zur Unverständlichkeit verworren. Man erkennt in einer Textstelle, dass er die serbokroatische (illyrische) Volkssprache weitaus besser beherrschte. Als Quellen dienten ihm Johannes Nauclerus, Philipp Clüver, Johann Sleidan, Johannes Carion (Philipp Melanchthon), Flavius Blondus, Eneas Silvius, Antonio Bonfini, Miklós Istvanffy, Georgius Hornius, Johann Ludwig Gottfried und Martin Cromer. Von den Klassikern kannte er Dionysios, Titus Livius, Diodorus Siculus, Plutarch, Quintus Ennius, Cassiodor, Curtius und Justinian. Von byzantinischen Geschichtsschreibern benutzte er Prokopios von Caesarea, Johannes Zonaras, Anna Komnena, Konstantin Porphyrogennetos, Nikephoros Gregoras, Johannes Kantakuzenos und Georgios Sphrantzes. Seine slawischen Quellen waren Presbyter Diocleas, Erzbischof Danilo, Grigorij Camblak und die Nestorchronik.
Die Handschrift gelangte in die Bibliothek der serbischen Kirche in Sremski Karlovci. Sie wurde nie zur Gänze veröffentlicht, aber es gab viele Anläufe zu einer gedruckten Ausgabe und es kursierten über Jahrhunderte viele Auszüge und Abschriften, die zum Teil gedruckt worden sind. Vuk Karadžić veröffentlichte einen kleinen Auszug im Vorwort zu seinem serbischen Wörterbuch (Srpski rječnik, 1. Auflage, Wien 1818) als Beispiel für schlechten Schreibstil. Stojan Novaković und Ilarion Ruvarac haben weitere Exzerpte veröffentlicht, wobei Ruvarac bestrebt war, sie als unzuverlässig darzustellen.